# A Essência É Jesus
A Essência é Jesus é o quinto álbum ao vivo do grupo cristão Santa Geração, liderado por Antônio Cirilo, sendo o décimo sexto de toda a sua discografia. Lançado pela Som Livre, trouxe canções inéditas e regravações, como "Deus de Milagres" e "Canção da Alegria".

## Faixas
1. "A Essência é Jesus"
2. "Oh Minh'Alma"
3. "Oh Minh'Alma (ministração)"
4. "Adoramos"
5. "Adoramos (ministração)"
6. "Jesus eu Te Amo"
7. "Deus de Milagres"
8. "Derrama Tua Glória Senhor"
9. "Canção da Alegria"